# Alluaudomyia melanosticta
Alluaudomyia melanosticta är en tvåvingeart som först beskrevs av Ingram och John William Scott Macfie 1922.  Alluaudomyia melanosticta ingår i släktet Alluaudomyia och familjen svidknott. Inga underarter finns listade i Catalogue of Life.